# John James Shepherd
John James Shepherd (2 juin 1884 - 9 juillet 1954) fut un ancien tireur à la corde britannique.

## Carrière olympique
Il a participé aux Jeux olympiques de 1908 avec l'équipe de la Police de Londres de tir à la corde et remporta la médaille d'or. L'édition suivante, il remporta la médaille d'argent avec la même équipe à la suite de l'épreuve face à la Suède. En 1920, il remporta la médaille d'or de la même discipline avec l'équipe britannique.